# Kullamäe (Jõelähtme)
Kullamäe – wieś w Estonii, w prowincji Harju, w gminie Jõelähtme.